# Baldomero Lamela (padre)
Baldomero Lamela (Carmen de Areco, 1805 - Buenos Aires, octubre de 1867) fue un militar argentino que se destacó en las campañas previas a la Conquista del Desierto y en las guerras civiles argentinas, en que revistó en el bando federal.

## Biografía
En 1820 se incorporó a las milicias de caballería de su pueblo, sirviendo durante los años siguientes en la defensa contra los indígenas; participó en varios combates en la frontera. Por un tiempo fue miembro de la escolta de Bernardino Rivadavia.
En 1829 combatió en las filas federales contra las fuerzas de Juan Lavalle, y participó en la batalla de Puente de Márquez a órdenes de Juan Manuel de Rosas. Formó parte de la campaña de Rosas al Desierto, y por muchos años más se destacó en la frontera norte de la provincia de Buenos Aires.
En 1840 participó en la lucha contra la invasión de Lavalle, en la escaramuza de El Tala, que los unitarios hicieron pasar por decisiva victoria. Se unió a la campaña de Manuel Oribe y Ángel Pacheco al interior, y luchó en las batallas de Quebracho Herrado, Sancala y Famaillá. Más tarde participó en la campaña hacia Santa Fe, Entre Ríos – en que tuvo actuación destacada en la batalla de Arroyo Grande (1842) – y el Uruguay. Durante el sitio de Montevideo prestó servicios que debió interrumpir durante dos años por enfermedad. Participó en el combate de Los Laureles y en la capturar de las villas de Mercedes y Salto.
En 1851 era comandante de Tacuarembó e intentó resistir el avance de Justo José de Urquiza sobre Montevideo. Como los demás oficiales del interior uruguayo se unieron al ejército de Urquiza, regresó a Buenos Aires. Fue ascendido al grado de coronel, y participó en la batalla de Caseros como jefe de un regimiento de caballería.
El gobernador López lo nombró comandante del departamento norte del interior de la provincia de Buenos Aires, con sede en Salto. Si bien no se opuso a la revolución de septiembre, en diciembre se unió al sitio de Buenos Aires, dirigido por los generales federales Hilario Lagos y Flores. Después del levantamiento del sitio pasó a Rosario, desde donde se unió a las invasiones de Lagos y de Jerónimo Costa sobre Buenos Aires, ambas fracasadas. Participó en la batalla de El Tala y en el combate de la Laguna de Cardozo.
Prestó servicio en guarniciones de Entre Ríos y Rosario. En septiembre de 1860 dirigió una revolución en Paraná, por la que fue arrestado y dado de baja. Pero muy pronto volvió al ejército.
Participó como jefe de una división de caballería en la batalla de Pavón, y acompañó al general batalla en la que la caballería federal logró una amplia victoria; como segundo del general Cayetano Laprida, ocupó brevemente la localidad de Pergamino. La defección de Urquiza obligó a la retirada y desorganizó al ejército, una parte de las tropas fueron enviadas a Entre Ríos, y el resto fue destruido en la batalla de Cañada de Gómez, en que el coronel Lamela fue gravemente herido tomado prisionero.
Pasó los años siguientes reponiéndose de sus heridas en una estancia. En 1865 se ofreció como voluntario para la guerra del Paraguay, ofrecimiento que fue desechado. De todos modos, el gesto le fue agradecido reincorporándolo como retirado al Ejército Argentino poco antes de su fallecimiento, en octubre de 1867.
Su hijo, también llamado Baldomero, prestó servicios en el Ejército Argentino entre 1852 y 1893.